# Svenska kammarkören
Svenska kammarkören (före detta Simon Phipps vokalensemble) är en svensk kör från Göteborg.
Dirigenten Simon Phipps bildade 1997 Simon Phipps vokalensemble och tio år senare bytte kören namn till Svenska kammarkören.  De senaste åren har präglats av en rad framgångar i såväl svenska som internationella sammanhang. Kören vann Grand Prix, första pris i vokalensembleklassen samt i den fria klassen i körtävlingen Florilège Vocal i Tours, Frankrike (2007) och utsågs av Rikskonserter till Årets kör 2006. Vid sidan av ett antal inspelningar för Sveriges Radio P2 har kören spelat in flera skivor.

## Diskografi
- 2004 – Sacred and Profane, körmusik av Benjamin Britten.
- 2005 – Sacré et Profane, körmusik av Francis Poulenc.
- 2006 – och när snön faller vit, julmusik.
- 2007 – Geistlich und Weltlich, körmusik av Johannes Brahms.
- 2011 – New Favourites, modern svensk körmusik
- 2016 - So Fair and Bright, julmusik.

## Placeringar i internationella tävlingar
- 2003 – 2:a plats, Mixed voices folklore, Tolosa, Spain[2]
- 2004 – 1:a plats, Mixed choir with compulsory piece, 2nd Place, Musica sacra, Helsingborg, Sweden[3]
- 2005 – 1:a plats, Mixed choir, Marktoberdorf, Germany[4]
- 2007 – 1:a plats, Mixed vocal ensemble, 1:a plats, Free programme, dessutom Prix du Public och Grand Prix de la Ville de Tours, Tours, France[5]
- 2010 – 1:a plats, Concorso Polifonico Guido d'Arezzo, Italien
- 2011 – 1:a plats, Let The Peoples Sing, European Broadcasting Unions internationella radiotävling för körer
- 2011 – 1:a plats, European Grand Prix for choral singing i Tolosa, Spanien